# El Tordillo
El Tordillo är en ort i Mexiko.   Den ligger i kommunen Chicontepec och delstaten Veracruz, i den sydöstra delen av landet, 210 km nordost om huvudstaden Mexico City. El Tordillo ligger 169 meter över havet och antalet invånare är 234.
Terrängen runt El Tordillo är platt åt nordost, men åt sydväst är den kuperad. Terrängen runt El Tordillo sluttar norrut. Runt El Tordillo är det ganska tätbefolkat, med 86 invånare per kvadratkilometer. Närmaste större samhälle är Chicontepec de Tejada, 11,9 km väster om El Tordillo. Omgivningarna runt El Tordillo är en mosaik av jordbruksmark och naturlig växtlighet.